# Потаро-Сипаруні
Потаро-Сипаруні (англ. Potaro-Siparuni) — регіон в Гаяні. Адміністративний центр — місто Махдія.
На півночі Потаро-Сипаруні межує з регіоном Куюні-Мазаруні, на сході з регіонами Верхня Демерара-Бербіс і Східний Бербіс-Корентайн, на півдні з регіоном Верхнє Такуту-Верхня Есекібо, а на заході з Бразилією.

## Населення
Уряд Гаяни проводив три офіційні переписи, починаючи з адміністративних реформ 1980: в 1980, 1991 і 2002 роках. У 2012 році населення регіону досягло 10 190 осіб. Офіційні дані переписів населення в регіоні Потаро-Сипаруні:
- 2012: 10190 чоловік
- 2002: 10095 чоловік
- 1991: 5616 чоловік
- 1980: 4485 чоловік